# ドリンフェルト加群
数学のドリンフェルト加群（ドリンフェルトかぐん、英: Drinfeld module）とは、有限体上の曲線上の関数からなる環上のある特殊な加群のことである。カーリッツ加群の一般化であり、楕円加群ともいう。これを使うと、虚数乗法論の類似理論を関数体上で構築することができる。ドリンフェルト加群の一種の一般化がシトゥーカ（英: shtuka, 仏: chtouca）であり、これはおおまかに言うと曲線上のベクトル束にその束の"フロベニウスねじり"と"改造"を結びつける付加構造を付与したものである。F 層、シュトゥカともいう。
ドリンフェルト加群はウラジーミル・ドリンフェルトによって考え出され、代数関数体の GL2 ついてのラングランズ予想をある特別な場合に証明するために使われた。関数体の場合、志村多様体のようなものは存在しなかったので、このようなことが可能であろうとは誰も想像していなかった。彼は後にシトゥーカを創案し、階数が2のシトゥーカを使って GL2 についてのラングランズ予想を完全に証明した。ローラン・ラフォルグは、階数 n のシトゥーカのモジュライ・スタックを調べることにより、関数体の GLn についてのラングランズ予想を証明した。
シトゥーカは、「1つのコピー」を意味するロシア語の штука をカナ転写したものである。このロシア語は、「一切れ、もの、ひとかたまり」を意味するドイツ語の Stück に由来している。シトゥーカは、話者にとってよく知っているけど名前のないもの（あれ）を指すロシア語のスラングでもある。

## ドリンフェルト加群

### 加法的多項式の環
{\displaystyle L} を標数 {\displaystyle p>0} の体とする。環 {\displaystyle L\{\tau \}} を、{\displaystyle L} 上の非可換（捻じれた、ともいう）多項式 {\displaystyle a_{0}+a_{1}\tau +a_{2}\tau ^{2}+\cdots } の環として定義する。この環の乗法は
{\displaystyle \tau a=a^{p}\tau ,\quad a\in L}
で定義する。{\displaystyle \tau } は一種のフロベニウス元と思える。実際、{\displaystyle \tau } を {\displaystyle L} にフロベニウス自己準同型として作用させ、{\displaystyle L} の要素を乗法で {\displaystyle L} に作用させることで、{\displaystyle L} は {\displaystyle L\{\tau \}} 上の左加群になる。環 {\displaystyle L\{\tau \}} は {\displaystyle L[x]} の（絶対）加法的多項式
{\displaystyle a_{0}x+a_{1}x^{p}+a_{2}x^{p^{2}}+\cdots =a_{0}\tau ^{0}+a_{1}\tau +a_{2}\tau ^{2}+\cdots \,}
全体からなる環と考えることもできる。多項式 {\displaystyle f} は {\displaystyle f(x+y)=f(x)+f(y)} が（{\displaystyle L[x,y]} の要素として）成り立つとき加法的という。加法的多項式の環は、多項式 {\displaystyle \tau =x^{p}} で {\displaystyle L} 上生成される。加法的多項式の環における乗法は、可換多項式の乗法によってではなく多項式の合成によって定義する。これは非可換である。

### ドリンフェルト加群の定義
F を有限体を定数体とする代数関数体とし、F の素点 {\displaystyle \infty } を1つ固定する。F の元で {\displaystyle \infty } を除く全ての素点で正則なもの全体からなる環を A と置く。A はデデキント環で、F の中で（{\displaystyle \infty } から誘導される位相で）離散である。例えば、多項式環 {\displaystyle F_{q}[t]} が A の例である。L を体、{\displaystyle \iota :A\to L} を環準同型とする。
L 上のドリンフェルト A 加群とは、環準同型 {\displaystyle \phi :A\to L\{\tau \}} であって、像が L には含まれず、{\displaystyle \phi } と {\displaystyle d:L\{\tau \}\to L,\,a_{0}+a_{1}\tau +\cdots \mapsto a_{0}} の合成が {\displaystyle \iota :A\to L} と一致するもののことをいう。
A の像が L に入らないという条件は自明な場合を除くための非退化条件であり、条件 {\displaystyle d\circ \phi =\iota } はドリンフェルト加群とは単に写像 {\displaystyle \iota } の変形であるという意味の条件である。
L{τ} は L の加法群の自己準同型からなると考えられるので、ドリンフェルト A 加群とは加法群 L への A の作用とみなすことができる。言い換えると、ドリンフェルト A 加群とは、A 加群であって加法群としては加法群 L であるもののことである。

### ドリンフェルト加群の例
- A として位数 p の有限体上の通常の多項式の（可換！）環 Fp[T] を取る。言い換えると、A は種数 0 のアフィン曲線の座標環である。このとき、ドリンフェルト加群 ψ は T の像 ψ(T) で決まり、これとしては L{τ} の任意の非定数元が取れる。したがってドリンフェルト加群全体は L{τ} の非定数元全体と同一視できる。種数が大きくなるとドリンフェルト加群の記述はもっと複雑になる。

- A として、先ほどと同様 Fp[T] を取る。さらに、L としては適当な A を含む完備な代数的閉体を取る。このとき、ψ として ψ(T) = T+τ をとったドリンフェルト加群 ψ のことをカーリッツ加群という。これは、ドリンフェルト加群の一般的な定義ができる何十年も前、1935年にカーリッツ（英語版）によって定義された。カーリッツ加群の詳細についてはゴスの本の第3章参照。「カーリッツ指数関数（英語版）」も参照。

## シトゥーカ
X を有限体 Fp 上の曲線とする。スキーム（もしくはスタック）U 上の階数 r の（右）シトゥーカとは、次のデータ
- U×X 上の階数 r の局所自由層 E, E′ と単射

E → E′ ← (Fr×1)*E
で、余核はある U から X への射（シトゥーカの零と極という。普通 0 と ∞ と書く）のグラフに台を持ち、台の上で階数 1 で局所自由になっているもののことをいう。ここで、(Fr×1)*E は U のフロベニウス自己準同型による E の引き戻しである。
左シトゥーカも、射の向きを逆にしたものとして同じように定義される。シトゥーカの極と零が交わっていなければ、左シトゥーカと右シトゥーカ本質的に同じものである。
U を動かすことにより、階数 r のシトゥーカ全体の代数的スタック Shtukar と、Shtukar×X 上の"普遍"シトゥーカと、Shtukar から X×X への滑らかで相対次元 2r − 2 の射 (∞,0) が得られる。スタック Shtukar は r > 1 のときは有限型ではない。
定義からはすぐには分からないが、ドリンフェルト加群からシトゥーカを作る方法があるので、ドリンフェルト加群はある意味で特殊なシトゥーカになっている。このことはドリンフェルトによる(V.G.Drinfel'd 1977) の論文で示された。

## 応用
関数体に対するラングランズ予想とは、（かなり単純化して言うと）GLn の尖点的保型表現全体とある種のガロア表現全体の間に全単射があるであろうという予想である。ドリンフェルトはドリンフェルト加群を使って特殊な場合にラングランズ予想を証明し、その後にドリンフェルト加群をシトゥーカに一般化することで GL2 の場合のラングランズ予想を完全に証明した。この予想を証明するにあたって難しいのはある性質を持つガロア表現を構築することであるが、ドリンフェルトは必要なガロア表現を階数2のシトゥーカのモジュライ空間の l 進コホモロジーの中に見つけることで構築した。
ドリンフェルトは階数 r のシトゥーカのモジュライ空間を使って GLr のラングランズ予想も同じように証明できるだろうと示唆した。これを実行するには膨大な量の技術的課題を克服せねばならない。何年もの努力のあとに、これはラフォルグによってなされた。

### 日本語の文献
- 織田孝幸「V.G.Drinfel′d氏の業績-1- (ICM-90特集号) - (フィ-ルズ賞受賞者紹介)」『数学』第43巻第1号、1991年、17-23頁、doi:10.11429/sugaku1947.43.1、NAID 40001995306、2021年10月30日閲覧。
- 安田正大「Laurent Lafforgue氏の業績:——関数体上のGLrに対するLanglands対応の確立——」『数学』第60巻第4号、日本数学会、2008年、415-424頁、doi:10.11429/sugaku.0604415、ISSN 0039-470X、NAID 130004558877。

### ドリンフェルト加群
- Drinfeld, V. (1974), “Elliptic modules” (ロシア語), Matematicheskii Sbornik 94, MR384707. English translation in Math. USSR Sbornik 23 (1974) 561-592.
- Goss, D. (1996), Basic structures of function field arithmetic, Ergebnisse der Mathematik und ihrer Grenzgebiete (3) [Results in Mathematics and Related Areas (3)], 35, Berlin, New York: Springer-Verlag, doi:10.1007/978-3-642-61480-4, ISBN 978-3-540-61087-8, MR1423131
- Gekeler, E.-U. (2001) [1994], "Drinfel'd module", Encyclopedia of Mathematics, EMS Press.
- Laumon, Gérard (1996), Cohomology of Drinfeld Modular Varieties, Part 1, Geometry, Counting of Points and Local Harmonic Analysis, Cambridge Studies in Advanced Mathematics, 41, Cambridge University Press, ISBN 978-0-521-47060-5
- Laumon, Gérard; Waldspurger, Jean Loup (1996), Cohomology of Drinfeld Modular Varieties, Part 2, Automorphic Forms, Trace Formulas and Langlands Correspondence, Cambridge Studies in Advanced Mathematics, 56, Cambridge University Press, ISBN 978-0-521-47061-2
- Rosen, Michael (2002), “13. Drinfeld modules: an introduction”, Number theory in function fields, Graduate Texts in Mathematics, 210, New York, NY: Springer-Verlag, ISBN 0-387-95335-3, Zbl 1043.11079.

### シトゥーカ
- Drinfeld, V. G. Cohomology of compactified moduli varieties of F-sheaves of rank 2. (Russian) Zap. Nauchn. Sem. Leningrad. Otdel. Mat. Inst. Steklov. (LOMI (St. Petersburg Department of Steklov Mathematical Institute of the Russian Academy of Sciences)) 162 (1987), Avtomorfn. Funkts. i Teor. Chisel. III, 107-158, 189; translation in J. Soviet Math. 46 (1989), no. 2, 1789-1821
- Drinfeld, V. G. (1987), “Moduli varieties of F-sheaves” (ロシア語), Funktsional. Anal. i Prilozhen. 21 (2):  23-41. English translation: Functional Anal. Appl. 21 (1987), no. 2, 107-122.
- Goss, D. (2003), “What is a shtuka?”, Notices of the American Mathematical Society 50 (1)
- Kazhdan, David A. (1979), “An introduction to Drinfeld's Shtuka”, in Borel, Armand; Casselman, W., Automorphic forms, representations and L-functions (Proc. Sympos. Pure Math., Oregon State Univ., Corvallis, Ore., 1977), Part 2, Proc. Sympos. Pure Math., XXXIII, Providence, R.I.: American Mathematical Society, pp. 347-356, ISBN 978-0-8218-1437-6, MR546623